# Marina Silva
Marina Silva, född 8 februari 1958 i Rio Branco i delstaten Acre, är en brasiliansk politiker. Mellan 2003 och 2008 var hon miljöminister i president Lulas första regering. Sedan 1 januari 2023 är hon miljöminister i Lulas andra regering.

## Biografi
Silvas föräldrar var gummitappare och hon har politiskt engagerat sig i sociala rättigheter och miljöfrågor, särskilt mot den illegala skogsavverkningen i Amazonas. Som ung kämpade hon mot skövlingen av regnskog tillsammans med miljöaktivister som Chico Mendes. 1994 blev hon invald i senaten och 2003 blev hon miljöminister. 2008 avgick hon från den posten och återgick till senaten. Hon var medlem i partiet Partido dos Trabalhadores (PT) från 1986 till 19 augusti 2009, då hon övergick till det gröna partiet Partido Verde (PV). Silva lämnade PV år 2011 och blev 2013 istället medlem i Socialistpartiet. I april 2014 blev hon utsedd till vicepresidentkandidat av Socialistpartiets presidentkandidat Eduardo Campos, men när Campos avled i en flygolycka 13 augusti samma år fick Silva själv ersätta honom som partiets presidentkandidat. Hon lämnade Socialistpartiet efter valet 2014 för att istället satsa på Rede Sustentabilidade (REDE), som hon själv varit med och bildat, och under parlamentsvalet i Brasilien 2018 var hon REDE:s presidentkandidat. 2023 blev hon miljöminister i Lulas andra regering. 
1996 tilldelades hon Goldman Enviromental Prize, tillsammans med Cristina Narbona Ruiz, 2007 ”Champion of the Earth" och 2009 mottog hon Sofie-priset.
Silva är medlem i den brasilianska pingstkyrkan Assembleias de Deus.